# Anger Management (Fernsehserie)
Anger Management (Englisch für „Aggressionsbewältigung“) ist eine US-amerikanische Sitcom, die am 28. Juni 2012 in den Vereinigten Staaten auf dem Kabelsender FX ihre Premiere feierte. Sie basiert auf dem im Original gleichnamigen Spielfilm Die Wutprobe aus dem Jahr 2003. Die erste Staffel besteht aus zehn Episoden; danach waren weitere 90 Folgen bestellt worden. Mit der insgesamt 100. Episode wurde die Serie nach zwei Staffeln im Dezember 2014 beendet.
Mitte Juni 2013 wurde Selma Blair vom Produktionsstudio Lionsgate entlassen, nachdem es zu einem Streit zwischen ihr und Charlie Sheen gekommen war.

## Handlung
Die Serie handelt von dem ehemaligen Baseball-Spieler Charlie Goodson, der Probleme hat, seine Aggressionen im Griff zu halten und später selbst seine Dienste als Anti-Aggressions-Trainer bei sich zu Hause oder im nahegelegenen Gefängnis anbietet. Charlie ist geschieden, pflegt doch aber eine sehr freundschaftliche Bindung zu seiner Ex-Frau Jennifer. Ihre gemeinsame Tochter Sam leidet an Zwangsstörungen und ist ein typischer Teenager. Charlies gute Freundin und Therapeutin Kate steht Charlie professionell wie auch sexuell täglich zur Seite. Beide waren gemeinsam auf der Uni. Er ist stets von Familienmitgliedern, Freunden und Personen (hauptsächlich Frauen) umgeben, die es ihm nicht besonders leicht machen.

## Besetzung und Synchronisation
| Rollenname       | Schauspieler          | Synchronsprecher                                     | Hauptrolle (Folgen) | Nebenrolle (Folgen) | Anzahl Episoden |
| ---------------- | --------------------- | ---------------------------------------------------- | ------------------- | ------------------- | --------------- |
| Charlie Goodson  | Charlie Sheen         | Benjamin Völz                                        | 1.01–2.90           |                     | 100             |
| Jennifer Goodson | Shawnee Smith         | Vera Teltz                                           | 1.01–2.90           |                     | 094 (A 1)       |
| Patrick          | Michael Arden         | Nico Mamone                                          | 1.01–2.90           |                     | 100             |
| Lacey            | Noureen DeWulf        | Damineh Hojat                                        | 1.01–2.90           |                     | 100             |
| Nolan            | Derek Richardson      | Ozan Ünal                                            | 1.01–2.90           |                     | 100             |
| Ed               | Barry Corbin          | Kaspar Eichel                                        | 1.01–2.90           |                     | 100             |
| Sam Goodson      | Daniela Bobadilla     | Lydia Morgenstern                                    | 1.01–2.53           |                     | 055             |
| Dr. Kate Wales   | Selma Blair           | Ranja Bonalana                                       | 1.01–2.34           |                     | 044             |
| Sean             | Brian Austin Green    | Michael Deffert                                      | 2.35–2.90           | 1.01–2.28           | 054             |
| Dr. Jordan Denby | Laura Bell Bundy      | Julia Kaufmann                                       | 2.37–2.90           |                     | 053             |
| Cleo             | James Black           | Charles Rettinghaus                                  |                     | 1.01–2.90           | 045             |
| Ernesto          | Aldo Gonzalez         | Michael Iwannek                                      |                     | 1.01–2.90           | 038             |
| Brett            | Brett Butler          | Helga Sasse (1. Stimme) Heike Schroetter (2. Stimme) |                     | 1.01–2.90           | 038             |
| Wayne            | Stephen Monroe Taylor | Klaus-Peter Grap                                     |                     | 1.01–2.90           | 035             |
| Michael          | Michael Boatman       | Martin Kautz                                         |                     | 1.01–2.85           | 034             |
| Martin Goodson   | Martin Sheen          | Frank-Otto Schenk                                    |                     | 1.09–2.90           | 020             |

Anmerkungen:

## Ausstrahlung
Vereinigte Staaten
Die Erstausstrahlung der zehn Folgen umfassenden ersten Staffel begann in den Vereinigten Staaten am 28. Juni 2012 auf dem Kabelsender FX. Der Serienstart und die nachfolgende zweite Episode avancierten zum erfolgreichsten Start einer Comedyserie im US-amerikanischen Kabelfernsehen und überhaupt einer Serie beim Sender FX, den es je gab. Insgesamt schalteten zunächst 5,47 und zur zweiten Episode 5,74 Millionen Zuschauer ein, was zu einem Zielgruppenrating von 2,1 und 2,3 führte. Vertraglich wurde festgelegt, dass bei Erreichen einer bestimmten Einschaltquote weitere 90 Folgen bestellt werden. Die erste Staffel erreichte im Durchschnitt 4,53 Millionen Gesamtzuschauer und 2,5 Millionen Zuschauer aus der werberelevanten Zielgruppe. In Folge wurden die weiteren 90 Episoden bestellt, deren Produktion im September 2012 begann. Die Ausstrahlung auf FX erfolgt seit dem 17. Januar 2013. Das Serienfinale wurde am 22. Dezember 2014 gesendet.
Deutschsprachiger Raum
Die Ausstrahlungsrechte für den gesamten deutschsprachigen Raum sicherte sich im Februar 2012 die Tele München Gruppe. Seit April 2013 ist Anger Management in deutscher Sprache auf der Video-on-Demand-Plattform Watchever sowie über den iTunes Store abrufbar. Die Ausstrahlung in Deutschland sollte zunächst auf dem zur RTL Group gehörenden Sender VOX erfolgen. Im Juli 2014 wurde bekannt, dass die Ausstrahlungsrechte nun bei RTL NITRO liegen. Die Ausstrahlung startete am 4. September 2014.
Die deutschsprachige Erstausstrahlung erfolgt seit dem 1. September 2013 auf dem österreichischen Sender ATV. In der Schweiz strahlt der Sender 3+ die Serie seit dem 2. September 2013 in Doppelfolgen aus. Wiederholungen wurden auch von den Schweizer Sendern 4+ und 5+ ausgestrahlt. Des Weiteren wird die Serie seit dem 6. Juli 2015 auf dem Pay-TV-Sender Universal Channel, 2019 von Anixe HD Serie und seit Mai 2024 auf Pluto TV ausgestrahlt.

## DVD-Veröffentlichung
USA
- Staffel 1 erschien am 8. Januar 2013
- Staffel 2 Teil 1 erschien als Volume 2 am 15. Oktober 2013
- Staffel 2 Teil 2 erschien als Volume 3 am 15. April 2014

Großbritannien
- Staffel 1 erschien am 14. Januar 2013
- Staffel 2 Teil 1 erschien am 21. Oktober 2013

Deutschland
- Staffel 1 erschien am 22. Mai 2014
- Staffel 2 Teil 1 Episode 1–22 erschien am 22. Mai 2014
- Staffel 2 Teil 2 Episode 23–46  erschien als „Staffel 3“ am 13. November 2014
- Staffel 2 Teil 3 Episode 47–70  erschien als „Staffel 4“ am 22. Oktober 2015
- Staffel 2 Teil 4 Episode 71–90  erschien als „Staffel 5“ am 22. Oktober 2015

Die Veröffentlichung unterscheidet sich von der Produktion, die 90 als Staffel 2 produzierten Folgen wurden als Instant Video in den USA als Season 2, Season 3, Season 4 und Season 5 veröffentlicht, auch auf DVD erschienen die ersten 46 Folgen als Vol. 2 und Vol. 3. Auch in Deutschland wurden diese Episoden als Staffel 2 und Staffel 3 veröffentlicht.